# سوکویا
سوکویا (به مجاری:  Szokolya) یک شهرداری در مجارستان است که در ناحیه سوب واقع شده‌است. سوکویا ۵۹٫۰۷ کیلومتر مربع مساحت و ۱٬۷۹۹ نفر جمعیت دارد.